# Сайпл (антарктическая станция)
Сайпл — название двух антарктических станций, которые получили своё наименование в честь американского исследователя Антарктики Пола Сайпла.
Первая была станция с экипажем 4 человек построена в 1973 году вблизи магнитного полюса. После разрушения льдом в 1979 году была построена вторая станция на месте первой. В ней могло зимовать 8 человек. В 1980-х годах, после выполнения программы, станция была закрыта.